# Seznam dílů pořadu Slavné dny
Seznam dílů pořadu Slavné dny uvádí přehled jednotlivých částí tohoto pořadu vysílaného internetovou televizí Stream.cz.

## Epizody
| Číslo | Název                                                          | Datum, k němuž se díl vztahuje | Rok události             | Autor                              | Datum premiéry     |
| ----- | -------------------------------------------------------------- | ------------------------------ | ------------------------ | ---------------------------------- | ------------------ |
| 1     | Den, kdy člověk poprvé uviděl Zemi a Měsíc dohromady           | 18. září                       | 1977                     | Martin Krušina                     | 18. září 2010      |
| 2     | Den, kdy byla zveřejněna nejslavnější rovnice světa            | 27. září                       | 1905                     | Pavel Zuna                         | 27. září 2010      |
| 3     | Svátek svatého Václava. Den české Státnosti                    | 28. září                       | 935                      | Pavel Zuna                         | 28. září 2010      |
| 4     | Den, kdy lidé začali jezdit auty                               | 1. října                       | 1908                     | Andrea Maloveczká                  | 1. října 2010      |
| 5     | Den, kdy Kolumbus objevil Ameriku                              | 12. října                      | 1492                     | Martin Krušina                     | 12. října 2010     |
| 6     | Den, kdy první člověk zdolal všechny osmitisícovky             | 16. října                      | 1986                     | Pavel Zuna                         | 16. října 2010     |
| 7     | Den, kdy byla vynalezena žárovka                               | 21. října                      | 1879                     | Andrea Maloveczká                  | 21. října 2010     |
| 8     | Den, kdy vzniklo Československo                                | 28. října                      | 1918                     | Martin Krušina                     | 28. října 2010     |
| 9     | Den, kdy začala vysílat televize                               | 2. listopadu                   | 1936                     | Pavel Zuna a Martin Krušina        | 2. listopadu 2010  |
| 10    | Den, kdy padla Berlínská zeď                                   | 9. listopadu                   | 1989                     | Martin Krušina                     | 9. listopadu 2010  |
| 11    | Den studentů                                                   | 17. listopadu                  | 1939 a 1989              | Pavel Zuna a Martin Krušina        | 17. listopadu 2010 |
| 12    | Den, kdy zavraždili Kennedyho                                  | 22. listopadu                  | 1963                     | Pavel Zuna                         | 22. listopadu 2010 |
| 13    | Den, kdy byla objevena Tutanchamonova hrobka                   | 26. listopadu                  | 1922                     | Martin Krušina                     | 26. listopadu 2010 |
| 14    | Den, kdy byl zavražděn John Lennon                             | 8. prosince                    | 1980                     | Martin Krušina                     | 8. prosince 2010   |
| 15    | Den, kdy byl dobyt jižní pól                                   | 14. prosince                   | 1911                     | Pavel Zuna                         | 14. prosince 2010  |
| 16    | Den, kdy člověk poprvé letěl letadlem                          | 17. prosince                   | 1903                     | Martin Krušina                     | 17. prosince 2010  |
| 17    | Den, kdy se upálil Jan Palach                                  | 16. ledna                      | 1969                     | Martin Krušina                     | 16. ledna 2012     |
| 18    | Den, kdy se Češka stala první ministryní zahraničí USA         | 23. ledna                      | 1997                     | Anna Zunová                        | 23. ledna 2011     |
| 19    | Den, kdy Beatles odehráli poslední koncert                     | 30. ledna                      | 1969                     | Martin Krušina                     | 30. ledna 2011     |
| 20    | Den zkázy raketoplánu Columbia                                 | 1. února                       | 2003                     | Anna Zunová                        | 1. února 2011      |
| 21    | Den, kdy svět poznal první klonovanou ovci                     | 22. února                      | 1997                     | Anna Zunová a Martin Krušina       | 22. února 2011     |
| 22    | Den povstání v Tibetu                                          | 10. března                     | 1959                     | Pavel Zuna                         | 10. března 2011    |
| 23    | Den okupace nacisty                                            | 15. března                     | 1939                     | Martin Krušina                     | 15. března 2011    |
| 24    | Den, kdy se zrodilo kino                                       | 22. března                     | 1895                     | Andrea Maloveczká                  | 22. března 2011    |
| 25    | Den, kdy se lidé vyvádějí aprílem                              | 1. dubna                       | –                        | Martin Krušina                     | 1. dubna 2011      |
| 26    | Den vraždy Martina Luthera Kinga                               | 4. dubna                       | 1968                     | Pavel Zuna                         | 4. dubna 2011      |
| 27    | Den, kdy první člověk vyletěl do vesmíru                       | 12. dubna                      | 1961                     | Pavel Zuna                         | 12. dubna 2011     |
| 28    | Den, kdy se potopil Titanic                                    | 15. dubna                      | 1912                     | Andrea Maloveczká                  | 15. dubna 2011     |
| 29    | Den, kdy vybuchl Černobyl                                      | 26. dubna                      | 1986                     | Martin Krušina                     | 26. dubna 2011     |
| 30    | Den zkázy vzducholodi Hindenburg                               | 6. května                      | 1937                     | Pavel Zuna                         | 6. května 2011     |
| 31    | Den, kdy skončilo Pražské povstání                             | 9. května                      | 1945                     | Martin Krušina                     | 9. května 2011     |
| 32    | Den, kdy začal nejslavnější přelet Atlantiku                   | 20. května                     | 1927                     | Martin Krušina                     | 20. května 2011    |
| 33    | Den atentátu na Heydricha                                      | 27. května                     | 1942                     | Martin Krušina                     | 27. května 2011    |
| 34    | Den, kdy byly vyhlazeny Lidice                                 | 10. června                     | 1942                     | Martin Krušina                     | 10. června 2011    |
| 35    | Den, kdy byla popravena Milada Horáková                        | 27. června                     | 1950                     | Pavel Zuna a Martin Krušina        | 27. června 2011    |
| 36    | Den, kdy udeřil hurikán Katrina                                | 28. srpna                      | 2005                     | Andrea Maloveczká                  | 28. srpna 2011     |
| 37    | Den, kdy zemřela olympijská myšlenka                           | 5. září                        | 1972                     | Martin Krušina                     | 5. září 2011       |
| 38    | Den teroristických útoků na USA                                | 11. září                       | 2001                     | Pavel Zuna                         | 11. září 2011      |
| 39    | Den, kdy soukromé letadlo vyletělo do vesmíru                  | 29. září                       | 2004                     | Martin Krušina                     | 29. září 2011      |
| 40    | Den, kdy se Praha změnila v bojiště                            | 26. září                       | 2000                     | Pavel Zuna                         | 26. září 2011      |
| 41    | Neuvěřitelný životní příběh Václava Havla                      | 5. října                       | 1936–2011                | Pavel Zuna                         | 5. října 2011      |
| 42    | Den, kdy tisíce lidí viděly zázrak                             | 13. října                      | 1917                     | Martin Krušina                     | 13. října 2011     |
| 43    | Den, kdy byla otevřena Opera v Sydney                          | 20. října                      | 1973                     | Andrea Maloveczká                  | 20. října 2011     |
| 44    | Den krachu na newyorské burze                                  | 24. října                      | 1929                     | Andrea Maloveczká                  | 24. října 2011     |
| 45    | Den, kdy první živý tvor vyletěl na oběžnou dráhu              | 3. listopadu                   | 1957                     | Pavel Zuna                         | 3. listopadu 2011  |
| 46    | Den, kdy byla svatořečena Anežka Česká                         | 12. listopadu                  | 1989                     | Andrea Maloveczká                  | 12. listopadu 2011 |
| 47    | Den, kdy byla rozdělena Palestina                              | 29. listopadu                  | 1947                     | Martin Krušina                     | 29. listopadu 2011 |
| 48    | Den, kdy nad bermudským trojúhelníkem zmizelo šest letadel     | 5. prosince                    | 1945                     | Pavel Zuna                         | 5. prosince 2011   |
| 49    | Den, kdy byla odvysílána první epizoda Simpsonových            | 17. prosince                   | 1989                     | Anna Rottová                       | 17. prosince 2011  |
| 50    | Den, kdy vznikla samostatná Česká republika                    | 1. ledna                       | 1993                     | Martin Krušina a Andrea Maloveczká | 1. ledna 2012      |
| 51    | Den, kdy začala zlatá éra hippies                              | 14. ledna                      | 1967                     | Martin Krušina                     | 14. ledna 2012     |
| 52    | Den, kdy začaly první zimní olympijské hry                     | 25. ledna                      | 1924                     | Pavel Zuna                         | 25. ledna 2012     |
| 53    | Den, kdy začala jaltská konference                             | 4. února                       | 1945                     | Pavel Zuna                         | 4. února 2012      |
| 54    | Den, kdy byly poprvé vyhlášeny ceny Oscar                      | 18. února                      | 1929                     | Martin Krušina                     | 18. února 2012     |
| 55    | Den, kdy se narodil Jiří Trnka                                 | 24. února                      | 1912                     | Andrea Maloveczká                  | 24. února 2012     |
| 56    | Den, kdy byl patentován telefon                                | 7. března                      | 1876                     | Andrea Maloveczká                  | 7. března 2012     |
| 57    | Den, kdy tisíce lidí viděly UFO                                | 13. března                     | 1997                     | Martin Krušina                     | 13. března 2012    |
| 58    | Den, kdy Formanův film Amadeus získává osm Oscarů              | 25. března                     | 1984                     | Andrea Maloveczká                  | 25. března 2012    |
| 59    | Den, kdy hokej psal dějiny                                     | 28. března                     | 1969                     | Pavel Zuna                         | 28. března 2012    |
| 60    | Den, kdy bylo založeno NATO                                    | 4. dubna                       | 1949                     | Jan Borovanský                     | 4. dubna 2012      |
| 61    | Den, kdy začala podivuhodná mise Apolla 13                     | 11. dubna                      | 1970                     | Andrea Maloveczká                  | 11. dubna 2012     |
| 62    | Den, kdy byl objeven virus HIV                                 | 23. dubna                      | 1984                     | Martin Krušina                     | 23. dubna 2012     |
| 63    | Den, kdy Hitler spáchal sebevraždu                             | 30. dubna                      | 1945                     | Pavel Zuna                         | 30. dubna 2012     |
| 64    | Den, kdy byla otevřena Eiffelova věž                           | 6. května                      | 1889                     | Pavel Zuna                         | 6. května 2012     |
| 65    | Den atentátu na papeže                                         | 13. května                     | 1981                     | Pavel Zuna                         | 13. května 2012    |
| 66    | Den, kdy měly premiéru Hvězdné války                           | 25. května                     | 1977                     | Martin Krušina                     | 25. května 2012    |
| 67    | Den, kdy byl dobyt Mount Everest                               | 29. května                     | 1953                     | Andrea Maloveczká                  | 29. května 2012    |
| 68    | Den D                                                          | 6. června                      | 1944                     | Martin Krušina                     | 6. června 2012     |
| 69    | Den, kdy začala aféra Watergate                                | 17. června                     | 1972                     | Andrea Maloveczká                  | 17. června 2012    |
| 70    | Den, kdy Hitler napadl Sovětský svaz                           | 22. června                     | 1941                     | Pavel Zuna                         | 22. června 2012    |
| 71    | Den prvního sólového obletu Země v balónu                      | 2. července                    | 2002                     | Pavel Zuna                         | 2. července 2012   |
| 72    | Den tunguzské katastrofy                                       | 30. června                     | 1908                     | Martin Krušina                     | 30. června 2012    |
| 73    | Den, kdy začal masakr ve Srebrenici                            | 11. července                   | 1995                     | Martin Krušina                     | 11. července 2012  |
| 74    | Den, kdy člověk vstoupil na Měsíc                              | 21. července                   | 1969                     | Andrea Maloveczká                  | 21. července 2012  |
| 75    | Den, kdy Lance Armstrong po sedmé vyhrál Tour de France        | 24. července                   | 2005                     | Anna Zunová                        | 24. července 2012  |
| 76    | Den, kdy došlo k Velké vlakové loupeži                         | 8. srpna                       | 1963                     | Andrea Maloveczká                  | 8. srpna 2012      |
| 77    | Den, kdy začal festival ve Woodstocku                          | 15. srpna                      | 1969                     | Martin Krušina                     | 15. srpna 2012     |
| 78    | Den, kdy zemřela princezna Diana                               | 31. srpna                      | 1997                     | Pavel Zuna a Andrea Maloveczká     | 31. srpna 2012     |
| 79    | Den, kdy zemřela Matka Tereza                                  | 5. září                        | 1997                     | Pavel Zuna                         | 5. září 2012       |
| 80    | Den, kdy byl nalezen Ötzi                                      | 19. září                       | 1991                     | Andrea Maloveczká                  | 19. září 2012      |
| 81    | Den, kdy byla podepsaná Mnichovská dohoda                      | 30. září                       | 1938                     | Martin Krušina                     | 30. září 2012      |
| 82    | Den, kdy byl popraven Che Guevara                              | 9. října                       | 1967                     | Pavel Zuna                         | 9. října 2012      |
| 83    | Den, kdy začala karibská krize                                 | 16. října                      | 1962                     | Martin Krušina                     | 16. října 2012     |
| 84    | Den zápasu Rumble in the Jungle                                | 30. října                      | 1974                     | Pavel Zuna                         | 30. října 2012     |
| 85    | Den, kdy komunisté ovládli největší zemi světa                 | 7. listopadu                   | 1917                     | Pavel Zuna                         | 7. listopadu 2012  |
| 86    | Den, kdy byl zahájen Norimberský proces                        | 20. listopadu                  | 1945                     | Andrea Maloveczká                  | 20. listopadu 2012 |
| 87    | Den, kdy bylo vydáno nejúspěšnější album všech dob             | 30. listopadu                  | 1982                     | Martin Krušina                     | 30. listopadu 2012 |
| 88    | Den první transplantace srdce                                  | 3. prosince                    | 1967                     | Pavel Zuna                         | 3. prosince 2012   |
| 89    | Den útoku na Pearl Harbor                                      | 7. prosince                    | 1941                     | Martin Krušina                     | 7. prosince 2012   |
| 90    | Den údajného konce světa                                       | 21. prosince                   | 2012                     | Andrea Maloveczká                  | 21. prosince 2012  |
| 91    | Den, kdy byla zahájena stavba mostu Golden Gate                | 5. ledna                       | 1933                     | Andrea Maloveczká                  | 5. ledna 2013      |
| 92    | Den prvního odporu ve varšavském ghettu                        | 18. ledna                      | 1943                     | Pavel Zuna                         | 18. ledna 2013     |
| 93    | Den, kdy byla podepsána mírová dohoda o vietnamské válce       | 27. ledna                      | 1975                     | Martin Krušina                     | 27. ledna 2013     |
| 94    | Den, kdy zemřela hudba                                         | 3. února                       | 1959                     | Martin Krušina                     | 3. února 2013      |
| 95    | Den, kdy abdikoval poslední čínský císař                       | 12. února                      | 1912                     | Pavel Zuna                         | 12. února 2013     |
| 96    | Den, kdy došlo ke komunistickému převratu                      | 25. února                      | 1948                     | Martin Krušina a Andrea Maloveczká | 25. února 2013     |
| 97    | Den, kdy do vesmíru vyletěl československý kosmonaut           | 2. března                      | 1978                     | Pavel Zuna                         | 2. března 2013     |
| 98    | Den, kdy se Gándhí vydal na protestní solný pochod             | 12. března                     | 1930                     | Andrea Maloveczká                  | 12. března 2013    |
| 99    | Den nejhorší letecké katastrofy v dějinách                     | 27. března                     | 1977                     | Pavel Zuna                         | 27. března 2013    |
| 100   | Den, kdy začala rwandská genocida                              | 6. dubna                       | 1994                     | Martin Krušina                     | 6. dubna 2013      |
| 101   | Den, kdy byl zmapován lidský genom                             | 14. dubna                      | 2000                     | Andrea Maloveczká                  | 14. dubna 2013     |
| 102   | Den, kdy se potopila ropná plošina Deepwater Horizon           | 22. dubna                      | 2010                     | Pavel Zuna                         | 22. dubna 2013     |
| 103   | Den, kdy se Margaret Thatcherová stala premiérkou              | 4. května                      | 1979                     | Martin Krušina                     | 4. května 2013     |
| 104   | Den, kdy bylo otevřeno pražské metro                           | 9. května                      | 1974                     | Pavel Zuna                         | 9. května 2013     |
| 105   | Den, kdy zemřeli Bonnie a Clyde                                | 23. května                     | 1934                     | Andrea Maloveczká                  | 23. května 2013    |
| 106   | Den fotbalové tragédie v Bruselu                               | 29. května                     | 1985                     | Martin Krušina                     | 29. května 2013    |
| 107   | Den, kdy skončila válka o Falklandy                            | 14. června                     | 1982                     | Pavel Zuna                         | 14. června 2013    |
| 108   | Den, kdy byly vypáleny Ležáky                                  | 24. června                     | 1942                     | Martin Krušina                     | 24. června 2013    |
| 109   | Den, kdy byl spáchán atentát v Sarajevu                        | 28. června                     | 1914                     | Andrea Maloveczká                  | 28. června 2013    |
| 110   | Den zprávy o havárii UFO u Roswellu                            | 8. července                    | 1997                     | Andrea Maloveczká                  | 8. července 2013   |
| 111   | Den, kdy se odehrál koncert Live Aid                           | 13. července                   | 1985                     | Martin Krušina                     | 13. července 2013  |
| 112   | Den atentátu na Hitlera                                        | 20. července                   | 1944                     | Pavel Zuna                         | 20. července 2013  |
| 113   | Den, kdy byla svržena atomová bomba na Hirošimu                | 6. srpna                       | 1945                     | Pavel Zuna                         | 6. srpna 2013      |
| 114   | Den, který odstartoval zlatou horečku na Klondiku              | 16. srpna                      | 1896                     | Andrea Maloveczká                  | 16. srpna 2013     |
| 115   | Den okupace Československa vojsky Varšavské smlouvy            | 21. srpna                      | 1968                     | Pavel Zuna                         | 21. srpna 2013     |
| 116   | Osobní svědectví o 21. srpnu (1968: Kamila Moučková)           | 21. srpna                      | 1968                     | Pavel Zuna                         | 21. srpna 2013     |
| 117   | Den, kdy začalo Slovenské národní povstání                     | 29. srpna                      | 1944                     | Martin Krušina                     | 29. srpna 2013     |
| 118   | Den, kdy byla dokončena první plavba kolem světa               | 6. září                        | 1520                     | Andrea Maloveczká                  | 6. září 2013       |
| 119   | Den, kdy vznikla Solidarita                                    | 17. září                       | 1976                     | Pavel Zuna                         | 17. září 2013      |
| 120   | Den, kdy byla vydána kniha Hobit aneb Cesta tam a zase zpátky  | 21. září                       | 1937                     | Martin Krušina                     | 21. září 2013      |
| 121   | Den, kdy se potopil trajekt Estonia                            | 28. září                       | 1994                     | Pavel Zuna a Andrea Maloveczká     | 28. září 2013      |
| 122   | Den, kdy zemřela Edith Piaf                                    | 11. října                      | 1963                     | Pavel Zuna                         | 11. října 2013     |
| 123   | Den, kdy byl rozprášen řád templářů                            | 13. října                      | 1307                     | Martin Krušina                     | 13. října 2013     |
| 124   | Den startu nejstaršího člověka do vesmíru                      | 29. října                      | 1998                     | Andrea Maloveczká                  | 29. října 2013     |
| 125   | Den, kdy vyvrcholilo maďarské povstání                         | 1. listopadu                   | 1956                     | Martin Krušina                     | 1. listopadu 2013  |
| 126   | Den, kdy začal zánik říše Aztéků                               | 7. listopadu                   | 1521                     | Martin Krušina                     | 7. listopadu 2013  |
| 127   | Den největšího protestu proti válce ve Vietnamu                | 15. listopadu                  | 1969                     | Pavel Zuna                         | 14. listopadu 2013 |
| 128   | Den, kdy se člověk potopil do sta metrů                        | 22. listopadu                  | 1976                     | Andrea Maloveczká                  | 22. listopadu 2013 |
| 129   | Den, kdy mlha začala zabíjet                                   | 4. prosince                    | 1952                     | Andrea Maloveczká                  | 4. prosince 2013   |
| 130   | Den, kdy se předávají Nobelovy ceny                            | 10. prosince                   | –                        | Martin Krušina                     | 9. prosince 2013   |
| 131   | Den, kdy poprvé vyšly Rychlé šípy                              | 16. prosince                   | 1938                     | Pavel Zuna                         | 16. prosince 2013  |
| 132   | Den masakru indiánů u Wounded Knee                             | 27. prosince                   | 1890                     | Pavel Zuna                         | 27. prosince 2013  |
| 133   | Den, kdy začala válka v Perském zálivu                         | 15. ledna                      | 1990                     | Andrea Maloveczká                  | 15. ledna 2014     |
| 134   | Den, kdy byl popraven Ludvík XVI.                              | 20. ledna                      | 1793                     | Martin Krušina                     | 20. ledna 2014     |
| 135   | Den, kdy Němci kapitulovali u Stalingradu                      | 31. ledna                      | 1943                     | Pavel Zuna                         | 31. ledna 2014     |
| 136   | Nejhorší požáry v dějinách Austrálie                           | 7. února                       | 2009                     | Andrea Maloveczká                  | 7. února 2014      |
| 137   | Den bombardování Drážďan                                       | 14. února                      | 1945                     | Martin Krušina                     | 14. února 2014     |
| 138   | Den, kdy začala bitva u Verdunu                                | 21. února                      | 1916                     | Pavel Zuna                         | 21. února 2014     |
| 139   | Den, kdy vypukla španělská chřipka                             | 4. března                      | 1918                     | Martin Krušina                     | 4. března 2014     |
| 140   | Den nejsilnějšího zemětřesení v dějinách Japonska              | 11. března                     | 2011                     | Andrea Maloveczká                  | 11. března 2014    |
| 141   | Den, kdy padl Madrid (28. březen)                              | 28. března                     | 1939                     | Pavel Zuna                         | 28. března 2014    |
| 142   | Den, kdy začal vraždit Jack Rozparovač                         | 3. dubna                       | 1888                     | Martin Krušina                     | 3. dubna 2014      |
| 143   | Den, který odstartoval kariéru skupiny ABBA                    | 6. dubna                       | 1970                     | Andrea Maloveczká                  | 6. dubna 2014      |
| 144   | Den, kdy Terry Fox začal svůj Maratón naděje                   | 12. dubna                      | 1980                     | Pavel Zuna                         | 12. dubna 2014     |
| 145   | Den, kdy začala vesmírná mise Hubbleova teleskopu              | 24. dubna                      | 1990                     | Andrea Maloveczká                  | 24. dubna 2014     |
| 146   | Den, kdy byla potopena loď Cap Arcona                          | 3. května                      | 1945                     | Martin Krušina                     | 3. května 2014     |
| 147   | Den, kdy se Nelson Mandela stal prezidentem                    | 10. května                     | 1994                     | Andrea Maloveczká                  | 10. května 2014    |
| 148   | Den, kdy začala čínská kulturní revoluce                       | 16. května                     | 1966                     | Martin Krušina                     | 16. května 2014    |
| 149   | Den, kdy mafie zavraždila soudce Falconeho                     | 23. května                     | 1992                     | Pavel Zuna                         | 23. května 2014    |
| 150   | Den, kdy byl spáchán atentát na Roberta F. Kennedyho           | 5. června                      | 1968                     | Andrea Maloveczká                  | 5. června 2014     |
| 151   | Den vražd, které rozpoutaly proces s O. J. Simpsonem           | 12. června                     | 1994                     | Pavel Zuna                         | 12. června 2014    |
| 152   | Den, kdy začala blokáda Berlína                                | 24. června                     | 1948                     | Martin Krušina                     | 24. června 2014    |
| 153   | Den, kdy začala „Noc dlouhých nožů“                            | 30. června                     | 1934                     | Pavel Zuna                         | 30. června 2014    |
| 154   | Den, kdy Elvis Presley debutuje v rádiu WHBQ                   | 7. července                    | 1954                     | Andrea Maloveczká                  | 7. července 2014   |
| 155   | Den, kdy začal šachový zápas Spasskij – Fischer                | 11. července                   | 1972                     | Pavel Zuna                         | 11. července 2014  |
| 156   | Den, kdy začala první světová válka                            | 28. července                   | 1914                     | Martin Krušina                     | 28. července 2014  |
| 157   | Den katastrofy atomové ponorky Kursk                           | 12. srpna                      | 2000                     | Andrea Maloveczká                  | 12. srpna 2014     |
| 158   | Den, kdy byl otevřen panamský průplav                          | 15. srpna                      | 1914                     | Andrea Maloveczká                  | 15. srpna 2014     |
| 159   | Den, kdy byla přijata První ženevská úmluva                    | 22. srpna                      | 1864                     | Pavel Zuna                         | 22. srpna 2014     |
| 160   | Den tragédie na leteckém dni v Ramsteinu                       | 28. srpna                      | 1988                     | Martin Krušina                     | 28. srpna 2014     |
| 161   | Den, kdy začala druhá světová válka                            | 1. září                        | 1939                     | Pavel Zuna                         | 1. září 2014       |
| 162   | Den, kdy začala blokáda Leningradu                             | 8. září                        | 1941                     | Pavel Zuna                         | 8. září 2014       |
| 163   | Den krachu banky Lehman Brothers                               | 15. září                       | 2008                     | Andrea Maloveczká                  | 15. září 2014      |
| 164   | Den, kdy začala nejdelší válka 20. století                     | 22. září                       | 1980                     | Martin Krušina                     | 22. září 2014      |
| 165   | Den, kdy byl objeven penicilin                                 | 28. září                       | 1928                     | Martin Krušina                     | 28. září 2014      |
| 166   | Den, kdy křižáci ztratili Jeruzalém                            | 2. října                       | 1187                     | Martin Krušina                     | 2. října 2014      |
| 167   | Den, kdy automobil překonal rychlost zvuku                     | 15. října                      | 1997                     | Pavel Zuna                         | 15. října 2014     |
| 168   | Den, kdy první Čech získal Nobelovu cenu                       | 26. října                      | 1959                     | Andrea Maloveczká                  | 26. října 2014     |
| 169   | Den, kdy začala Suezská krize                                  | 29. října                      | 1956                     | Andrea Maloveczká                  | 29. října 2014     |
| 170   | Den, kdy došlo k tragédii v Armeru                             | 13. listopadu                  | 1985                     | Andrea Maloveczká                  | 13. listopadu 2014 |
| 171   | Den, kdy začal proces s Rudolfem Slánským                      | 20. listopadu                  | 1952                     | Martin Krušina                     | 20. listopadu 2014 |
| 172   | Den nejzáhadnějšího únosu letadla                              | 24. listopadu                  | 1971                     | Pavel Zuna                         | 24. listopadu 2014 |
| 173   | Den, kdy vznikla nejslavnější hokejová liga světa              | 26. listopadu                  | 1917                     | Pavel Zuna                         | 26. listopadu 2014 |
| 174   | Den, kdy v USA skončila prohibice                              | 5. prosince                    | 1933                     | Martin Krušina                     | 5. prosince 2014   |
| 175   | Den, kdy v Číně začala stavba přehrady Tři soutěsky            | 14. prosince                   | 1994                     | Andrea Maloveczká                  | 14. prosince 2014  |
| 176   | Den atentátu nad skotským Lockerbie                            | 21. prosince                   | 1988                     | Pavel Zuna                         | 21. prosince 2014  |
| 177   | Den, kdy se poprvé vysílal Večerníček                          | 2. ledna                       | 1965                     | Pavel Zuna                         | 2. ledna 2015      |
| 178   | Den, kdy Caesar překročil Rubikon                              | 10. ledna                      | 49 před naším letopočtem | Martin Krušina                     | 10. ledna 2015     |
| 179   | Den osvobození koncentračního tábora Osvětim                   | 27. ledna                      | 1945                     | Andrea Maloveczká                  | 27. ledna 2015     |
| 180   | Den, kdy sovětští komunisté ztratili absolutní moc             | 7. února                       | 1990                     | Andrea Maloveczká                  | 7. února 2015      |
| 181   | Den, kdy počítač porazil mistra světa v šachu                  | 10. února                      | 1996                     | Pavel Zuna                         | 10. února 2015     |
| 182   | Den, kdy začala bitva o Iwodžimu                               | 19. února                      | 1945                     | Martin Krušina                     | 19. února 2015     |
| 183   | Den požáru Říšského sněmu                                      | 27. února                      | 1933                     | Martin Krušina                     | 27. února 2015     |
| 184   | Den, kdy vedení SSSR schválilo „katyňský masakr“               | 5. března                      | 1940                     | Andrea Maloveczká                  | 5. března 2015     |
| 185   | Den, kdy začala vzpoura vězňů v Leopoldově                     | 15. března                     | 1990                     | Pavel Zuna                         | 15. března 2015    |
| 186   | Den, kdy Nevada povolila hazardní hry                          | 19. března                     | 1931                     | Martin Krušina                     | 19. března 2015    |
| 187   | Den havárie jaderné elektrárny Three Mile Island               | 28. března                     | 1979                     | Andrea Maloveczká                  | 28. března 2015    |
| 188   | Den, kdy začala první novodobá olympiáda                       | 6. dubna                       | 1896                     | Pavel Zuna                         | 6. dubna 2015      |
| 189   | Den atentátu na Abrahama Lincolna                              | 14. dubna                      | 1865                     | Martin Krušina                     | 14. dubna 2015     |
| 190   | Den, kdy začala genocida Arménů                                | 24. dubna                      | 1915                     | Martin Krušina                     | 24. dubna 2015     |
| 191   | Den, kdy odstartoval první vesmírný turista                    | 28. dubna                      | 2001                     | Andrea Maloveczká                  | 28. dubna 2015     |
| 192   | Den, kdy Al Capone nastoupil do vězení                         | 4. května                      | 1932                     | Andrea Maloveczká                  | 4. května 2015     |
| 193   | Konec druhé světové války v Evropě                             | 8. května                      | 1945                     | Martin Krušina                     | 8. května 2015     |
| 194   | Den, kdy první žena přeletěla sólově Atlantik                  | 21. května                     | 1928                     | Pavel Zuna                         | 21. května 2015    |
| 195   | Den, kdy byla potopena bitevní loď Bismarck                    | 27. května                     | 1941                     | Pavel Zuna                         | 27. května 2015    |
| 196   | Den, kdy Vandalové dobyli Řím                                  | 2. června                      | 455                      | Martin Krušina                     | 2. června 2015     |
| 197   | Den, kdy se svět dozvěděl o vzpouře na Bounty                  | 14. června                     | 1789                     | Andrea Maloveczká                  | 14. června 2015    |
| 198   | Den, kdy došlo k bitvě u Waterloo                              | 18. června                     | 1815                     | Andrea Maloveczká                  | 18. června 2015    |
| 199   | Den, kdy Severní Korea dobyla Soul                             | 28. června                     | 1950                     | Pavel Zuna                         | 28. června 2015    |
| 200   | Den, kdy byl upálen Jan Hus                                    | 6. července                    | 1415                     | Martin Krušina                     | 6. července 2015   |
| 201   | Den, kdy začal velký požár Říma                                | 19. července                   | 64                       | Pavel Zuna                         | 19. července 2015  |
| 202   | Den havárie Concordu                                           | 25. července                   | 2000                     | Jakub Klingohr                     | 25. července 2015  |
| 203   | Den, kdy byl vyzrazen úkryt Anny Frankové                      | 4. srpna                       | 1944                     | Jakub Klingohr                     | 4. srpna 2015      |
| 204   | Den, kdy byla zveřejněna první webová stránka                  | 6. srpna                       | 1989                     | Pavel Zuna                         | 6. srpna 2015      |
| 205   | Den atentátu na Lva Trockého                                   | 20. srpna                      | 1940                     | Martin Krušina                     | 20. srpna 2015     |
| 206   | Den bitvy u Actia                                              | 2. září                        | 31 před naším letopočtem | Martin Krušina                     | 2. září 2015       |
| 207   | Den, kdy Němci začali bombardovat Londýn                       | 7. září                        | 1940                     | Jakub Klingohr                     | 7. září 2015       |
| 208   | Den, kdy byla zavražděna svatá Ludmila                         | 15. září                       | 921                      | Pavel Zuna                         | 15. září 2015      |
| 209   | Den mobilizace československé armády                           | 23. září                       | 1938                     | Martin Krušina                     | 23. září 2015      |
| 210   | Den, kdy byla vypuštěna první družice                          | 4. října                       | 1957                     | Pavel Zuna                         | 4. října 2015      |
| 211   | Den vajontské tragédie                                         | 9. října                       | 1963                     | Pavel Zuna                         | 9. října 2015      |
| 212   | Den, kdy začal první ropný šok                                 | 16. října                      | 1973                     | Jakub Klingohr                     | 16. října 2015     |
| 213   | Den, kdy skončila největší námořní bitva                       | 26. října                      | 1944                     | Martin Krušina                     | 26. října 2015     |
| 214   | Den bitvy na Bílé hoře                                         | 8. listopadu                   | 1620                     | Martin Krušina                     | 8. listopadu 2015  |
| 215   | Den, kdy vznikla první fotografie Lochnesské příšery           | 12. listopadu                  | 1933                     | Jakub Klingohr                     | 12. listopadu 2015 |
| 216   | Den nejhorší letecké havárie v Československu                  | 24. listopadu                  | 1966                     | Pavel Zuna                         | 24. listopadu 2015 |
| 217   | Den, kdy abdikoval král Edward VIII.                           | 11. prosince                   | 1936                     | Anna Zunová                        | 11. prosince 2015  |
| 218   | Den, kdy byl odsouzen Adolf Eichmann                           | 15. prosince                   | 1961                     | Martin Krušina                     | 15. prosince 2015  |
| 219   | Den zázraku v Andách                                           | 23. prosince                   | 1972                     | Jakub Klingohr                     | 23. prosince 2015  |
| 220   | Den tsunami v Indickém oceánu                                  | 26. prosince                   | 2004                     | Jakub Klingohr                     | 26. prosince 2015  |
| 221   | Den, kdy Fidel Castro převzal moc na Kubě                      | 2. ledna                       | 1959                     | Martin Krušina                     | 2. ledna 2016      |
| 222   | Den, kdy byl zatčen boss sicilské mafie                        | 15. ledna                      | 1993                     | Jakub Klingohr                     | 15. ledna 2016     |
| 223   | Den, kdy se rozhořel skandál Clinton – Lewinská                | 18. ledna                      | 1997                     | Anna Zunová                        | 18. ledna 2016     |
| 224   | Den, kdy člověk dosáhl nejhlubšího místa v oceánu              | 23. ledna                      | 1960                     | Martin Krušina                     | 23. ledna 2016     |
| 225   | Den neštěstí na lanovce v Cavalese                             | 3. února                       | 1998                     | Anna Zunová                        | 3. února 2016      |
| 226   | Den, kdy vznikl hollywoodský chodník slávy                     | 8. února                       | 1960                     | Pavel Zuna                         | 8. února 2016      |
| 227   | Den atentátu na Antonína Čermáka                               | 15. února                      | 1933                     | Martin Krušina                     | 15. února 2016     |
| 228   | Den, kdy byl zavražděn Olof Palme                              | 28. února                      | 1986                     | Jakub Klingohr                     | 28. února 2016     |
| 229   | Den, kdy začal soud s Rosenbergovými                           | 6. března                      | 1951                     | Jakub Klingohr                     | 6. března 2016     |
| 230   | Den únosu Čechoslováků v Angole                                | 12. března                     | 1983                     | Jakub Klingohr                     | 12. března 2016    |
| 231   | Den, kdy byl unesen Aldo Moro                                  | 16. března                     | 1978                     | Pavel Zuna                         | 16. března 2016    |
| 232   | Den, kdy byla uzavřena věznice Alcatraz                        | 21. března                     | 1963                     | Martin Krušina                     | 21. března 2016    |
| 233   | Den, kdy měl Robert Peary dobýt severní pól                    | 6. dubna                       | 1909                     | Martin Krušina                     | 6. dubna 2016      |
| 234   | Den, který ukončil americkou občanskou válku                   | 9. dubna                       | 1865                     | Anna Zunová                        | 9. dubna 2016      |
| 235   | Den, kdy James Cook objevil Austrálii                          | 19. dubna                      | 1770                     | Martin Krušina                     | 19. dubna 2016     |
| 236   | Den setkání na Labi                                            | 25. dubna                      | 1945                     | Jakub Klingohr                     | 25. dubna 2016     |
| 237   | Den, kdy byl zabit Usáma bin Ládin                             | 2. května                      | 2011                     | Jakub Klingohr                     | 2. května 2016     |
| 238   | Den narození Karla IV.                                         | 14. května                     | 1316                     | Martin Krušina                     | 14. května 2016    |
| 239   | Den, kdy vybuchla sopka Mount St. Helens                       | 18. května                     | 1980                     | Pavel Zuna                         | 18. května 2016    |
| 240   | Den, kdy Mathias Rust přistál v centru Moskvy                  | 28. května                     | 1987                     | Anna Zunová                        | 27. května 2016    |
| 241   | Den, kdy začala šestidenní válka                               | 5. června                      | 1967                     | Pavel Zuna                         | 5. června 2016     |
| 242   | Den popravy 27 českých pánů                                    | 21. června                     | 1621                     | Martin Krušina                     | 21. června 2016    |
| 243   | Den bitvy u Little Bighornu                                    | 25. června                     | 1876                     | Jakub Klingohr                     | 25. června 2016    |
| 244   | Den, kdy začal únos do Entebbe                                 | 27. června                     | 1976                     | Jakub Klingohr                     | 27. června 2016    |
| 245   | Den bitvy u Hradce Králové                                     | 3. července                    | 1866                     | Martin Krušina                     | 3. července 2016   |
| 246   | Den, kdy Jane Goodallová zahájila svůj výzkum šimpanzů         | 14. července                   | 1960                     | Pavel Zuna                         | 14. července 2016  |
| 247   | Den vyvraždění carské rodiny                                   | 17. července                   | 1918                     | Martin Krušina                     | 17. července 2016  |
| 248   | Den, kdy byla objevena plošina Machu Picchu                    | 24. července                   | 1911                     | Jakub Klingohr                     | 24. července 2016  |
| 249   | Den, kdy začala vysílat MTV                                    | 1. srpna                       | 1981                     | Martin Krušina                     | 1. srpna 2016      |
| 250   | Den, kdy byla zavražděna Sharon Tateová                        | 9. srpna                       | 1969                     | Anna Zunová                        | 9. srpna 2016      |
| 251   | Den, kdy byl zachycen signál z vnějšího vesmíru                | 15. srpna                      | 1977                     | Jakub Klingohr                     | 15. srpna 2016     |
| 252   | Bartolomějská noc                                              | 23. srpna                      | 1572                     | Pavel Zuna                         | 22. srpna 2016     |
| 253   | Den, kdy začala beslanská tragédie                             | 1. září                        | 2004                     | Pavel Zuna                         | 1. září 2016       |
| 254   | Den, kdy se Vídeň ubránila Turkům                              | 12. září                       | 1683                     | Martin Krušina                     | 12. září 2016      |
| 255   | Den, kdy se protrhla přehrada Desná                            | 18. září                       | 1916                     | Jakub Klingohr                     | 18. září 2016      |
| 256   | Den, kdy Yves Rossy přeletěl kanál La Manche                   | 26. září                       | 2008                     | Jakub Klingohr                     | 26. září 2016      |
| 257   | Den překročení hranic na Dukle                                 | 6. října                       | 1944                     | Martin Krušina                     | 6. října 2016      |
| 258   | Den, kdy byla popravena Mata Hari                              | 15. října                      | 1917                     | Pavel Zuna                         | 15. října 2016     |
| 259   | Den přijetí zákona o táborech nucených prací                   | 25. října                      | 1948                     | Jakub Klingohr                     | 25. října 2016     |
| 260   | Den, kdy Ameriku vyděsila Válka světů                          | 30. října                      | 1938                     | Martin Krušina                     | 30. října 2016     |
| 261   | Den, kdy začala krize kolem rukojmích v Íránu                  | 4. listopadu                   | 1979                     | Pavel Zuna                         | 4. listopadu 2016  |
| 262   | Den, kdy začal Pivní puč                                       | 8. listopadu                   | 1923                     | Martin Krušina                     | 8. listopadu 2016  |
| 263   | Den nejtragičtější železniční nehody v Československu          | 14. listopadu                  | 1960                     | Jakub Klingohr                     | 14. listopadu 2016 |
| 264   | Den, kdy zemřel Freddie Mercury                                | 24. listopadu                  | 1991                     | Pavel Zuna                         | 24. listopadu 2016 |
| 265   | Den, kdy byl zastřelen Pablo Escobar                           | 2. prosince                    | 1993                     | Jakub Klingohr                     | 2. prosince 2016   |
| 266   | Den tragédie na festivalu v Altamontu                          | 6. prosince                    | 1969                     | Martin Krušina                     | 6. prosince 2016   |
| 267   | Den Číhošťského zázraku                                        | 11. prosince                   | 1949                     | Jakub Klingohr                     | 11. prosince 2016  |
| 268   | Den, kdy vyvrcholilo vánoční příměří                           | 25. prosince                   | 1914                     | Pavel Zuna                         | 25. prosince 2016  |
| 269   | Den atentátu na Aloise Rašína                                  | 5. ledna                       | 1923                     | Pavel Zuna                         | 5. ledna 2017      |
| 270   | Den, kdy se rozpadli Sex Pistols                               | 14. ledna                      | 1978                     | Pavel Zuna                         | 14. ledna 2017     |
| 271   | Den konference ve Wannsee                                      | 20. ledna                      | 1942                     | Pavel Zuna                         | 20. ledna 2017     |
| 272   | Den zkázy Apolla 1                                             | 27. ledna                      | 1967                     | Jakub Klingohr                     | 27. ledna 2017     |
| 273   | Den letecké havárie Manchesteru United                         | 6. února                       | 1958                     | Pavel Zuna                         | 6. února 2017      |
| 274   | Den popravy Marie Stuartovny                                   | 8. února                       | 1587                     | Martin Krušina                     | 8. února 2017      |
| 275   | Den, kdy začal přelomový sjezd sovětských komunistů            | 14. února                      | 1956                     | Martin Krušina                     | 14. února 2017     |
| 276   | Noc bitvy o Los Angeles                                        | 24. února                      | 1942                     | Jakub Klingohr                     | 24. února 2017     |
| 277   | Den, kdy byl českým králem zvolen Jiří z Poděbrad              | 2. března                      | 1458                     | Martin Krušina                     | 2. března 2017     |
| 278   | Den, kdy se zrodil Stream.cz                                   | 5. března                      | 2007                     | Pavel Zuna                         | 5. března 2017     |
| 279   | Den teroristických útoků v Madridu                             | 11. března                     | 2004                     | Jakub Klingohr                     | 11. března 2017    |
| 280   | Den, kdy svět poznal původce tuberkulózy                       | 24. března                     | 1882                     | Jakub Klingohr                     | 24. března 2017    |
| 281   | Den návratu Charlieho Chaplina do USA                          | 2. dubna                       | 1972                     | Martin Krušina                     | 2. dubna 2017      |
| 282   | Den tragédie u Smolenska                                       | 10. dubna                      | 2010                     | Pavel Zuna                         | 10. dubna 2017     |
| 283   | Den, kdy začaly protesty na náměstí Nebeského klidu            | 15. dubna                      | 1989                     | Pavel Zuna                         | 15. dubna 2017     |
| 284   | Den, který otevřel cestu k měkkým kontaktním čočkám            | 23. dubna                      | 1955                     | Jakub Klingohr                     | 23. dubna 2017     |
| 285   | Den, kdy byl otevřen mrakodrap Empire State Building           | 1. května                      | 1931                     | Jakub Klingohr                     | 1. května 2017     |
| 286   | Den, kdy Jana z Arku dobyla Orléans                            | 7. května                      | 1429                     | Martin Krušina                     | 7. května 2017     |
| 286   | Den první Velké ceny formule 1                                 | 13. května                     | 1950                     | Pavel Zuna                         | 13. května 2017    |
| 287   | Den, kdy začala studená válka                                  | 22. května                     | 1947                     | Pavel Zuna                         | 22. května 2017    |
| 288   | Den, kdy začala bitva u Midway                                 | 3. června                      | 1942                     | Jakub Klingohr                     | 3. června 2017     |
| 289   | Den, kdy první žena vzlétla do vesmíru                         | 16. června                     | 1963                     | Jakub Klingohr                     | 16. června 2017    |
| 290   | Den Maradonovy „Ruky Boží“                                     | 22. června                     | 1986                     | Pavel Zuna                         | 22. června 2017    |
| 291   | Den, kdy byl korunován Jindřich VIII.                          | 24. června                     | 1509                     | Martin Krušina                     | 24. června 2017    |
| 292   | Den bitvy u Zborova                                            | 2. července                    | 1917                     | Martin Krušina                     | 2. července 2017   |
| 293   | Den, kdy začala válka v Biafře                                 | 6. července                    | 1967                     | Jakub Klingohr                     | 6. července 2017   |
| 294   | Den, kdy New York postihl blackout                             | 13. července                   | 1977                     | Jakub Klingohr                     | 13. července 2017  |
| 295   | Den Breivikova útoku                                           | 22. července                   | 2011                     | Martin Krušina                     | 22. července 2017  |
| 296   | Den, kdy začalo Varšavské povstání                             | 1. srpna                       | 1944                     | Pavel Zuna                         | 1. srpna 2017      |
| 297   | Den, kdy zahynula Edith Steinová                               | 9. srpna                       | 1942                     | Pavel Zuna                         | 9. srpna 2017      |
| 298   | Den, kdy byla ukradena Mona Lisa                               | 21. srpna                      | 1911                     | Jakub Klingohr                     | 21. srpna 2017     |
| 299   | Den zkázy Pompejí                                              | 24. srpna                      | 79                       | Martin Krušina                     | 24. srpna 2017     |
| 300   | Den, kdy George Eastman získal patent na skříňovou kameru      | 4. září                        | 1888                     | Jakub Klingohr                     | 4. září 2017       |
| 301   | Den bitvy v Teutoburském lese                                  | 9. září                        | 9                        | Martin Krušina                     | 9. září 2017       |
| 302   | Den, kdy zemřel T. G. Masaryk                                  | 14. září                       | 1937                     | Pavel Zuna                         | 14. září 2017      |
| 303   | Den, kdy první Evropan spatřil Tichý oceán                     | 25. září                       | 1513                     | Jakub Klingohr                     | 25. září 2017      |
| 304   | Den premiéry první filmové bondovky                            | 5. října                       | 1962                     | Martin Krušina                     | 5. října 2017      |
| 305   | Den začátku vlády Marie Terezie                                | 20. října                      | 1740                     | Martin Krušina                     | 20. října 2017     |
| 306   | Den, kdy byla odhalena socha Svobody                           | 28. října                      | 1866                     | Jakub Klingohr                     | 28. října 2017     |
| 307   | Den, kdy Martin Luther zveřejnil svých 95 tezí                 | 31. října                      | 1517                     | Pavel Zuna                         | 31. října 2017     |
| 308   | Den jediného letu největšího letadla světa                     | 2. listopadu                   | 1947                     | Martin Krušina                     | 2. listopadu 2017  |
| 309   | Den, kdy se narodila Marie Curie-Skłodowská                    | 7. listopadu                   | 1867                     | Pavel Zuna                         | 7. listopadu 2017  |
| 310   | Den největší hromadné sebevraždy moderních dějin               | 18. listopadu                  | 1978                     | Jakub Klingohr                     | 18. listopadu 2017 |
| 311   | Den svatby královny Alžběty II.                                | 20. listopadu                  | 1947                     | Pavel Zuna                         | 20. listopadu 2017 |
| 312   | Den, kdy nastoupil na trůn císař František Josef I.            | 2. prosince                    | 1848                     | Martin Krušina                     | 2. prosince 2017   |
| 313   | Den, kdy zmizel hudebník Glenn Miller                          | 15. prosince                   | 1944                     | Jakub Klingohr                     | 15. prosince 2017  |
| 314   | Den, kdy se narodila první gorila v zajetí                     | 22. prosince                   | 1956                     | Jakub Klingohr                     | 22. prosince 2017  |
| 315   | Den, kdy západní svět slaví narození Ježíše Krista             | 25. prosince                   | 1                        | Pavel Zuna                         | 25. prosince 2017  |
| 316   | Den tragického zemětřesení na Haiti                            | 12. ledna                      | 2010                     | Jakub Klingohr                     | 12. ledna 2018     |
| 317   | Den, kdy byl zajat Raoul Wallenberg                            | 17. ledna                      | 1945                     | Pavel Zuna                         | 17. ledna 2018     |
| 318   | Den, kdy zemřel Rudolf II.                                     | 20. ledna                      | 1612                     | Pavel Zuna                         | 20. ledna 2018     |
| 319   | Den nejhorší námořní katastrofy                                | 30. ledna                      | 1945                     | Martin Krušina                     | 30. ledna 2018     |
| 320   | Den, kdy se začala psát historie města New York                | 2. února                       | 1653                     | Jakub Klingohr                     | 2. února 2018      |
| 321   | Den, kdy se zrodil heavy metal                                 | 13. února                      | 1970                     | Martin Krušina                     | 13. února 2018     |
| 322   | Den, kdy byl vydán Manifest komunistické strany                | 21. února                      | 1848                     | Pavel Zuna                         | 21. února 2018     |
| 323   | Den, kdy začal první oblet Země bez mezipřistání               | 26. února                      | 1949                     | Pavel Zuna                         | 26. února 2018     |
| 324   | Den, kdy byl založen první národní park na světě – Yellowstone | 1. března                      | 1872                     | Jakub Klingohr                     | 1. března 2018     |
| 325   | Den, kdy zemřel Jan Masaryk                                    | 10. března                     | 1948                     | Martin Krušina                     | 10. března 2018    |
| 326   | Den, kdy ztroskotal ropný tanker Exxon Valdez                  | 24. března                     | 1989                     | Jakub Klingohr                     | 24. března 2018    |
| 327   | Velký pátek – Den ukřižování Ježíše Krista                     | 30. března                     | –                        | Pavel Zuna                         | 30. března 2018    |

## Bonusy
| Číslo | Název                                            | Datum, k němuž se díl vztahuje | Rok události | Autor             | Datum premiéry    |
| ----- | ------------------------------------------------ | ------------------------------ | ------------ | ----------------- | ----------------- |
| 1     | Muž, který se potopil k vraku Estonie            | 28. září                       | 1994         | Andrea Maloveczká | 28. září 2013     |
| 2     | Rychlé šípy: Rozhovor s kreslířem Marko Čermákem | 16. prosince                   | 1938         | Pavel Zuna        | 16. prosince 2013 |
| 3     | Jak vypadaly korekce v pracovních táborech       | 25. října                      | 1948         | Jakub Klingohr    | 25. října 2016    |
| 4     | Jak skutečně probíhal let první ženy do vesmíru? | 16. června                     | 1963         | Jakub Klingohr    | 16. června 2017   |
| 5     | T. G. Masaryk jako vizionář televizního vysílání | 14. září                       | 1937         | Pavel Zuna        | 13. září 2017     |